# Droga wojewódzka 153
Die Droga wojewódzka 153 (DW 153) ist eine 21 Kilometer lange Droga wojewódzka (Woiwodschaftsstraße) in der polnischen Woiwodschaft Großpolen. Diese Route verbindet Siedlisko über Ciszkowo (per Fähre über die Netze, einem Nebenfluss der Warthe und damit der Oder) mit Lubasz.

## Städte an der Droga wojewódzka 153
- Siedlisko
- Runowo
- Gajewo
- Ciszkowo
- Goraj-Zamek
- Lubasz.

## Straßenverlauf
Woiwodschaft Großpolen
- Siedlisko (Carolath) (DW 180)
- Gajewo (Putzighauland) (DW 174)
- Fähre ( Netze)
- Ciszkowo (DW 181, DW 140)
- Lubasz (Lubasch) (DW 182)